# Viereckschanze bei Peterhof (Gersthofen)
Die spätkeltische Viereckschanze bei Peterhof liegt auf einem Ausläufer des „Großen Waldes“ im Naturpark Augsburg-Westliche Wälder (Landkreis Augsburg, Schwaben). Das Erdwerk wird von einem Fahrweg durchschnitten und durch weitere Durchstiche und eine Sandgrube gestört.

## Geschichte
Die über dreihundert nachgewiesenen Viereckschanzen Süddeutschlands entstanden in der späten La-Tène-Zeit und werden von der neueren Forschung als Gutshöfe interpretiert, die in ein größeres Siedlungsgefüge eingebunden waren. Gelegentlich ist auch eine kultische Funktion anzunehmen. Als Wehranlagen waren die Schanzen wegen ihrer geringen Wallhöhen und Grabentiefen sowie der fortifikatorisch ungünstigen Lage im Gelände nur sehr eingeschränkt verwendbar.

## Beschreibung
Das Erdwerk (genannt „Burg“) liegt auf dem Scheitel des Geländesporns in etwa 515 m ü. NHN. Der Grundriss verläuft annähernd rechteckig. Der nördliche Wallzug ist ungefähr 107 m lang, der Südwall ca. 110 m. Die Seitenwälle messen im Osten 77, im Westen 64 m. Auf der Südseite begrenzt eine natürliche Böschung die Schanze, den anderen Seiten sind flache Gräben vorgelagert. Im Norden ist der Wall (gemessen von der Grabensohle) noch bis zu 2,50 m hoch.  
Das Schanzeninnere (ca. 0,765 ha) wölbt sich über die Wallkronen auf. Der Fahrweg verläuft etwa 5 m über der Grabensohle.